# 1987 у кіно

## Список фільмів за касовими зборами у США у 1987 році
Десятка найкасовіших фільмів в США у 1987 році виглядала наступним чином:
| №   | Назва                           | Студія              | Квсові збори |
| --- | ------------------------------- | ------------------- | ------------ |
| 1.  | Троє чоловіків і немовля        | Disney              | $167,780,960 |
| 2.  | Фатальний потяг                 | Paramount           | $156,645,693 |
| 3.  | Поліцейський з Беверлі Гіллз II | Paramount           | $153,665,036 |
| 4.  | Доброго ранку, В'єтнам          | Disney              | $123,922,370 |
| 5.  | Влада місяця                    | Metro-Goldwyn-Mayer | $80,640,528  |
| 6.  | Недоторканні                    | Paramount           | $76,270,454  |
| 7.  | Секрет мого успіху              | Universal           | $66,995,000  |
| 8.  | Стеження                        | Disney              | $65,673,23   |
| 9.  | Смертельна зброя                | Warner Bros.        | $65,207,127  |
| 10. | Іствікські відьми               | Warner Bros.        | $63,766,510  |

## Фільми
- Жах на вулиці В'язів-3
- Недоторканні

## Персоналії

### Народилися
- 24 березня — Наталія Ділл, бразильська акторка.
- 18 липня — Нільс Шнайдер, франко-канадський актор.
- 25 серпня — Блейк Лайвлі, американська акторка.
- 29 вересня — Анаїс Демустьє, французька акторка.
- 30 листопада — Сванн Арло, французький актор

### Померли
- 11 січня — Курилов Сергій Іванович, радянський російський актор театру і кіно (нар. 1914).
- 13 січня — Ігор Ільїнський, радянський актор театру і кіно, режисер, народний артист СРСР.
- 31 січня:
  - Веріко Анджапарідзе, радянська і грузинська кіноакторка, народна артистка СРСР (1950).
  - Ів Аллегре, французький кінорежисер та сценарист (нар. 1907).
- 1 лютого — Алессандро Блазетті, італійський кінорежисер, сценарист, актор та монтажер (нар. 1900).
- 15 лютого — Гізер Тетчер, британська акторка.
- 7 березня — Юрій Чулюкін, радянський кінорежисер, сценарист, кіноактор, автор текстів пісень, народний артист РРФСР.
- 19 березня — Тетерін Євген Юхимович, російський, радянський актор театру і кіно, режисер.
- 29 березня — Михайлов Григорій Васильович, радянський актор.
- 27 квітня — Аттіла Гербігер, австрійський актор (нар. 1896).
- 14 травня — Ріта Гейворт, американська акторка й танцюристка.
- 31 травня — Комарецька Любов Василівна, українська актриса театру і кіно.
- 1 червня — Аббас Хваджа Ахмед, індійський письменник, сценарист, кінорежисер і громадський діяч.
- 10 червня — Скоробогатов Микола Аркадійович, радянський актор театру і кіно (нар. 1923).
- 20 червня — Харитонов Леонід Володимирович, радянський актор театру і кіно.
- 22 червня — Фред Астер, американський танцюрист, хореограф, кіноактор і співак австро-єврейсько-німецького походження.
- 6 липня — Цирлін Володимир Вікторович, радянський український художник кіно і кінознавець (нар. 1932).
- 12 липня — Гарольд Гудвін, американський кіноактор.
- 20 липня — Річард Еган, американський актор.
- 3 серпня — Миколайчук Іван Васильович, український кіноактор, кінорежисер, сценарист (нар. 1941).
- 5 серпня — Анатолій Папанов, радянський актор театру і кіно, народний артист РРФСР (1966), народний артист СРСР (1973).
- 16 серпня — Андрій Миронов, радянський актор театру і кіно, народний артист РРФСР.
- 17 серпня — Кларенс Браун, американський кінорежисер і продюсер.
- 22 серпня — Чекмарьов Віктор Костянтинович, радянський російський актор.
- 28 серпня — Джон Г'юстон, американський кінорежисер.
- 29 серпня — Лі Марвін, американський кіноактор.
- 11 вересня — Водяной Михайло Григорович, український артист оперети, конферансьє, театральний режисер, актор кіно.
- 13 вересня — Мервін Лерой, американський кінорежисер, кінопродюсер, актор.
- 17 вересня — Басов Володимир Павлович, радянський кінорежисер, актор, сценарист (нар. 1923).
- 22 вересня — Надія Кошеверова, радянський кінорежисер.
- 23 вересня — Боб Фосс, американський кінорежисер, хореограф, сценарист та актор.
- 25 вересня — Мері Астор, американська акторка.
- 19 жовтня — Олександр Сєрий, радянський кінорежисер.
- 22 жовтня — Ліно Вентура, французький кіноактор італійського походження.
- 24 жовтня — Панченко Віктор Іванович, радянський український актор.
- 8 листопада — Ханаєва Євгенія Никандрівна, радянська російська акторка театру у кіно (нар. 1921).
- 16 листопада — Журавльов Василь Миколайович, російський кінорежисер.
- 23 листопада — Мірошниченко Віктор Миколайович, український актор театру і кіно (нар. 1937).
- 15 грудня — Рей Болгер, американський актор і танцюрист.
- 17 грудня:
  - Райкін Аркадій Ісаакович, видатний радянський режисер, сценарист, актор, комік.
  - Ірвінг Аллен, продюсер та режисер театру та кіно.
- 22 грудня — Еліс Террі, американська акторка.
- 29 грудня — Жеймо Яніна Болеславівна, радянська кіноактриса.